# Proximate und ultimate Ursachen von Verhalten
Proximate und ultimate Ursachen von Verhalten sind in der Verhaltensforschung zwei gängige, aber äußerst unterschiedliche Ansätze, Verhaltensweisen zu erklären. Die Unterscheidung geht zurück auf den niederländisch-britischen Ethologen und Nobelpreisträger Nikolaas Tinbergen. Nach Tinbergen ist Verhalten nie monokausal erklärbar (durch eine einzige Ursache), sondern stets multikausal (durch mehrere Ursachen). Im Prinzip können zu jeder Verhaltensweise sowohl proximate Ursachen (unmittelbare Gründe) als auch ultimate Ursachen (evolutionsbiologische Zusammenhänge) angegeben werden.

## Theorie

### Vier Fragen
Nikolaas Tinbergen unterschied vier Fragen, die beim Analysieren jedes Lebensphänomens berücksichtigt werden sollten. Er nannte diese Fragen „The Four Whys“, auf Deutsch wurden sie später auch als die vier Grundfragen der biologischen Forschung bezeichnet. Sie können etwa so formuliert werden:
- Proximate Ursachen:
  - 1. Wie funktioniert Verhalten auf der chemischen, physiologischen, neuroethologischen, psychischen und sozialen Ebene? (Frage nach den Verursachungen)
  - 2. Wie entwickelt sich Verhalten, wie verändert sich Verhalten im Verlauf des individuellen Lebens, zum Beispiel durch Umwelteinflüsse? (Frage nach der Ontogenese)
- Ultimate Ursachen:
  - 3. Wozu sind die einzelnen Verhaltensweisen dem Individuum nützlich? (Frage nach dem Anpassungswert)
  - 4. Welche Mechanismen haben dazu geführt, dass sich ein bestimmtes Verhalten im Laufe der Phylogenese (Stammesgeschichte) entwickelt hat? (Frage nach der Phylogenese)

Drei Fragen waren bereits von Julian Huxley identifiziert worden, worauf Tinbergen selbst hinwies; Tinbergen vervollständigte das Schema mit der Frage nach der Ontogenese. In vielen Fällen können mehrere proximate Ursachen plausibel benannt werden und häufig auch mehrere ultimate Ursachen.
In ähnlicher Form hatte bereits Aristoteles genau vier Arten von Ursachen in der Naturphilosophie unterschieden, darunter die „Zielursache“ oder „Zweckursache“, die der Frage nach dem evolutionären Vorteil im Sinne von Tinbergen entspricht.

### Proximate Ursachen
Die proximaten Ursachen für ein Verhalten kann man auch als die unmittelbaren Gründe bezeichnen oder als die aktuellen Ursachen. Sie werden häufig auch Wirkursachen genannt.
1. Zu den proximaten Ursachen gehören einerseits alle inneren (physiologischen, chemischen, psychischen usw.) Bedingungen, die ein Verhalten beeinflussen, zugleich aber auch alle äußeren Auslöser (zum Beispiel Schlüsselreize) und sozialen Bedingungen.
Erkenntnisse dieser grundlegenden/untersten Ebene sind eine wichtige Voraussetzung für ein Verständnis der darüberliegenden Ebenen. Die Kenntnis beispielsweise der chemischen Botenstoffe von Nervenzellen (Neurotransmittern) und bestimmter äußerer Reizkonstellationen, die ein Verhalten beeinflussen, reicht aber nicht aus, die darüberliegenden Ebenen der neuroanatomischen Schaltpläne und des aus ihnen resultierenden Verhaltens zu verstehen: „das Ganze ist mehr als die Summe seiner Teile“ (Nicolai Hartmann). Häufig wird in den Wissenschaften von einem Emergenzverhältnis zwischen Mikro- und Makroebenen gesprochen.
2. Die proximaten Ursachen sind teilweise von der individuellen Entwicklung des Lebewesens (der Ontogenese) abhängig: Zwar sind die auslösenden Reize in der Umgebung nicht aus der Lebensgeschichte ableitbar, aber die Reaktionen des Lebewesens auf Reize und Umweltbedingungen. Tinbergen betont, dass „viele Verhaltensmuster gleichzeitig angeboren und erlernt oder teilweise angeboren und teilweise erlernt“ seien. Als Beispiel verweist er auf Eibl-Eibesfeldts Beobachtung (1955), dass Eichhörnchen das Knacken von Nüssen als effektive Handlung lernen müssen, obwohl die einzelnen Bestandteile des Verhaltens wie Greifen und Beißen angeboren seien. Ferner lobt Tinbergen in diesem Zusammenhang die Begriffsprägung „Instinkt-Dressur-Verschränkung“ durch Konrad Lorenz (1937).

### Ultimate Ursachen
Die ultimaten Ursachen für Verhalten kann man auch als die evolutionsbiologischen Zusammenhänge bezeichnen. Sie werden häufig auch grundlegende Ursachen genannt.
3. Zu den ultimaten Ursachen gehört der Anpassungswert eines Verhaltens, also die Frage nach dem Nutzen für das Individuum.
Während die proximaten Ursachen zum Beispiel durch genaue Beobachtung, durch neurophysiologische Untersuchungen oder Attrappenexperimente häufig empirisch abgesichert werden können, stellen Aussagen zum Nutzen eines Verhaltens häufig nur mehr oder weniger plausible Hypothesen dar, die durch Experimente schwierig zu überprüfen sind.
4. Zu den ultimaten Ursachen gehört ferner die Phylogenese, jene Gründe also, die im Verlauf der Stammesgeschichte das Entstehen der betreffenden Verhaltensweise begünstigt haben. Sie beziehen sich stets auf einen Selektionsvorteil, den das Verhalten für das Individuum oder dessen Vorfahren zur Folge hatte.
Nach Darwin erfolgt der Artenwandel im Verlauf der Stammesgeschichte infolge von Variabilität und Selektion. Durch zufällige Mutationen entstehen neue Varianten (Mutanten); im Rahmen von ökologischen Grenzen fördert oder behindert die Selektion diese Mutanten über die Anzahl fortpflanzungsfähiger Nachkommen. Da viele Merkmale (z. T. auch stammesgeschichtlich alte Vorbedingungen) im Verlauf der Evolution bestehen bleiben, besteht jeder Organismus aus unterschiedlich alten Merkmalen; dies gilt für den Bauplan und für Leistungen des Verhaltens gleichermaßen. Durch eine Rekonstruktion der stammesgeschichtlichen Vorbedingungen lässt sich mitunter das-so-und-nicht-anders-Sein von vielen (Verhaltens-)Merkmalen deuten.
Bei der Frage nach dem Entstehen von Verhalten im Verlauf der Phylogenese spielt der Artenvergleich eine zentrale Rolle, also der Vergleich von Tierarten, aber auch der Tier-Mensch-Vergleich. Durch reine Verhaltensbeobachtung können stammesgeschichtliche Zusammenhänge meist aber nur in Bezug auf kleinere taxonomische Einheiten festgestellt werden; diese Vorgehensweise ist daher nur auf der Ebene von Ordnungen, Familien und Gattungen sinnvoll. Ein Beispiel hierfür ist der Vergleich der Mimik von Menschenaffen und Menschen. In der Humanethologie gelten auch kulturunabhängige Gemeinsamkeiten aus dem Kulturenvergleich als Hinweise auf die Möglichkeit angeborener Verhaltensweisen (siehe z. B. Universalien der Musikwahrnehmung).
Verhaltensweisen sind oft bei Tieren, deren Nervensystem eine einfachere Struktur hat, klarer und leichter analysierbar. Auf dieser Grundlage sind dann Untersuchungen möglich, ob und in welcher Weise ähnliche Leistungsqualitäten bei höheren Organismen und beim Menschen vorhanden sind – und durch welche Leistungsqualitäten sich eine Tierart von anderen und der Mensch vom Tierreich abhebt. Diese Aspekte werden im Rahmen der Theorie von Konrad Lorenz u. a. in seinem Buch Die Rückseite des Spiegels behandelt. Sie bezieht sich auf phylogenetische Zusammenhänge von Verhaltensleistungen in Bezug auf die Großsystematik.

### Erweiterung auf Zellen, Organe und soziale Gruppen
1985 stellte Nikolaas Tinbergen im Rückblick fest, die genaue Abgrenzung seiner vier Fragen „hat die Klarheit unseres wissenschaftlichen Denkens über das Verhalten gefördert – und gewiss auch ganz allgemein über Lebensvorgänge“. Es habe sich nämlich als nützlich erwiesen, die Frage nach den proximaten und ultimaten Ursachen nicht nur auf den von der Ethologie und der Soziobiologie bevorzugten Ebenen des Individuums und der Gruppe zu untersuchen, sondern generell auf alle Lebensphänomene anzuwenden, also auch auf die Funktionen der Zellen und der Organe sowie auf gesellschaftliche Prozesse:
|                | Verursachungen | Ontogenese | Anpassungswert | Phylogenese |
| Molekül        |                |            |                |             |
| Zelle          |                |            |                |             |
| Organ          |                |            |                |             |
| Individuum     |                |            |                |             |
| Familie + Kind |                |            |                |             |
| Gruppe         |                |            |                |             |
| Gesellschaft   |                |            |                |             |

### Einordnung
Proximate und ultimate Ursachen – also einerseits unmittelbare Anlässe als Auslöser für vordergründig erkennbare Mechanismen, andererseits tiefer liegende Ursachen („Hintergründe“) – können in vielen Bereichen analysiert werden. Dazu gehören unter anderem historische Ereignisse (z. B. Kriege), politische Entscheidungen, technische Vorfälle (z. B. ein Flugzeugabsturz) und Erfahrungen aus dem Alltagsleben (z. B. der Ausbruch eines Streits). Die vier Fragen nach Tinbergen beruhen auf der Erkenntnis, dass in komplexen Systemen verschiedene Arten von Ursachen zusammenwirken. Die Kategorien Ontogenese, Anpassungswert und Phylogenese bei Tinbergen resultieren aus dem Zuschneiden der allgemeinen Fragestellung auf den Bereich der Verhaltensbiologie, in anderen Bereichen sind sie nicht oder nur im übertragenen Sinn anwendbar.

## Beispiele

### Soziale Fellpflege
Frage: Warum zeigen Angehörige einzelner Primatenarten ihre Zuneigung durch soziale Fellpflege („Lausen“)?
Proximate Zusammenhänge
- Verursachungen: Bei der Fellpflege steigt der Endorphinspiegel bei beiden Beteiligten, die Bereitschaft zur Aggression wird gehemmt.
- Ontogenese: Sozial isoliert aufgewachsene Primaten zeigen Verhaltensstörungen (vgl. die Versuche von Harry Harlow mit Rhesusaffen).

Ultimate Zusammenhänge
- Ontogenetische Anpassung: Freundliches Verhalten (Verhalten, das für ein anderes Mitglied der Gruppe nützlich oder angenehm ist) hilft Bindungen zu stiften und zu erhalten. Soziale Bindungen sind bei vielen Anlässen vorteilhaft, z. B. beim Schutz vor Beutegreifern, bei der gemeinsamen Jagd und Brutpflege, oder beim Schlichten von Konflikten in der Gruppe und bei der kollektiven menschlichen Arbeit.
- Phylogenese: Brutpflege (eine Form des einseitigen Altruismus) und das Eltern-Kind-Band der (Säugetier-)Vorfahren der heutigen Primaten waren nach Irenäus Eibl-Eibesfeldt stammesgeschichtliche Vorbedingungen für die Evolution individualisierter Bindungen zwischen Adulten sowie des sogenannten reziproken Altruismus. Elemente des Brutpflegeverhaltens wurden im Rahmen dieser evolutionären Entwicklung in die soziale Fellpflege als sozial freundliche Verhaltensweisen übernommen.

### Lächelndes Grüßen
Frage: Warum lächelt man, wenn man gute Bekannte trifft?
Die unmittelbare (proximate) Ursache ist die Begegnung. Die ultimate Ursache des Lächelns sind angeborene Bewegungsmuster der Gesichtsmuskulatur, die unter anderem dazu dienen, eine positive Beziehung zu signalisieren.

### Katze und Maus
Frage: Warum flüchtet eine Maus vor der Katze in ihr Loch?
Unmittelbare (proximate) Ursache der Fluchtreaktion ist das Erscheinen der Katze. Die ultimate Ursache ist ein in der Phylogenese entstandenes vererbbares Verhaltensprogramm. Es hat den Zweck, die Reproduktionschancen der Maus zu erhöhen.

### Infantizid bei Löwen
Frage: Warum bringt das neue Alpha-Männchen eines Löwenrudels alle Jungtiere um?
Wird ein Rudelführer von einem jüngeren und kräftigeren Löwen-Männchen verdrängt, so tötet der neue Rudelführer häufig alle Jungtiere. Dieser Infantizid bei Löwen wird in aller Regel soziobiologisch interpretiert: Der erfolgreiche Löwe könne auf diese Weise rascher eigenen Nachwuchs zeugen, da jene Weibchen, die ihre Jungen verlieren, rasch wieder in den Östrus kommen und sich mit dem neuen Männchen alsbald verpaaren. John Alcock weist in seinem verhaltensbiologischen Lehrbuch darauf hin, dass Löwinnen alle zwei Jahre gebären können. Da ein Männchen im Durchschnitt nur zwei Jahre an der Spitze eines Rudels steht, sei der Fortpflanzungsvorteil für das Alpha-Männchen offensichtlich. Diese Interpretation betrifft die ultimaten Ursachen des Verhaltens. Proximate Ursachen (die unmittelbaren Auslöser für den Infantizid) werden in diesem Zusammenhang kaum je erwähnt, da sie bisher offenbar nicht analysiert werden konnten.

## Belege
1. ↑  Nikolaas Tinbergen 1951 und 1963
2. ↑  Nikolaas Tinbergen: On Aims and Methods of Ethology. In: Zeitschrift für Tierpsychologie. Band 20, 1963, S. 410–433, hier S. 411, Volltext (PDF).
3. ↑  Nikolaas Tinbergen: On Aims and Methods of Ethology. In: Zeitschrift für Tierpsychologie. Band 20, 1963, S. 425, Volltext (PDF), Zitat: “[…] many beviour patterns can be said to be at the same time innate and learned, or partly innate and partly learned.”
4. ↑  Nikolaas Tinbergen: Watching and wondering. In: Donald A. Dewsbury: Studying animal behavior. Autobiographies of the Founders. Chicago University Press, 1985.
5. ↑  John Alcock: Das Verhalten der Tiere aus evolutionsbiologischer Sicht. G. Fischer, Stuttgart, Jena und New York 1996, S. 11–12, ISBN 978-3-437-20531-6.